# Мандрика Микита Іванович
Микита Іванович Мандрика (28 вересня 1886, Київ — 20 серпня 1979) — український літературознавець, публіцист, учений, дипломат, поет, громадський діяч. Доктор права (1925).

## Біографічні відомості
Вищу освіту, яку розпочав у ранніх 1900-х роках у Києві, продовжив у Софійському університеті в Болгарському царстві (1922—1925). В Українському вільному університеті в Празі (Чехословацька республіка) отримав науковий ступінь доктора права (1925). Викладав міжнародне право, історію дипломатії.
З 1914 по 1917 служив у царській армії. З 1917 член Української Центральної Ради. Після приходу до влади Павла Скоропадського Микита Мандрика жив у Херсоні бо на Київщині його посилено розшукувала гетьманська влада і німецьке командування. Після того, як у газеті «Киевская мысль» був розміщений наказ німецького коменданта про його затримання, Микита Мандрика змушений був під чужим ім'ям тікати на Кубань. Там він деякий час завідував кооперативним видавництвом і редагував щотижневий журнал. На початку 1919 року, коли на Кубані закріпилася Добровольча армія, денікінці почали переслідувати українців і Микита Іванович змушений був переїхати до Ростова.
З 1919 по 1921 виконував дипломатичні доручення уряду Української Народної Республіки на Далекому Сході, в Республіці Китай, Японській імперії, Грузинській Демократичній Республіці, Османській імперії.
Працював науковим секретарем Українського соціологічного інституту, за дорученням якого 1928 переїхав до США, 1929 згодом до Канади. Один з організаторів товариства «Українське трудове об'єднання», редактор часопису «Правда і воля», член редакції і президент (1970—1973) Осередку української культури і освіти Вінніпега.
Брав активну участь у створенні і діяльності Комітету українців Канади і Української вільної академії наук у Канаді. З 1970 по 1973 президент Української вільної академії наук у Канаді. Був редактором серій УВАН у Канаді «Література» та «Українські вчені».
Помер у місті Вінніпег (1979).

## Наукові праці
- «Національні меншості в міжнародному праві» (1925),
- «Історія консульського права й інститутів» (1927),
- «Суспільні антагонізми і їх вплив на історичний процес» (1927),
- «Шлях українського робітництва в новім краю» [Архівовано 24 червня 2021 у Wayback Machine.] (1929)
- «Теорія господарської дипломатії» (1934),
- «Теорія економічної демократії» (1934),
- «Ukrainian refugees» [Архівовано 16 червня 2021 у Wayback Machine.] (1946),
- «З болгарсько-українських літературних взаємин» [Архівовано 16 червня 2021 у Wayback Machine.] (1956),
- «Леонід Білецький» [Архівовано 16 червня 2021 у Wayback Machine.] (1957),
- «Шевченко і Франко» [Архівовано 16 червня 2021 у Wayback Machine.] (1957),
- «History of Ukrainian Literature in Canada» [Архівовано 16 червня 2021 у Wayback Machine.](1968)

## Поезія
- збірка «Пісні» двох авторів під псевдонімами Самотнього (О.Грузький) і Гамалії (М.Мандрика);
- збірка «Пісні про Анемону».
- збірка «Мій сад» (1941) (Канада)
- збірка «Золота осінь» [Архівовано 16 червня 2021 у Wayback Machine.] (1958);
- збірка «Радість» [Архівовано 16 червня 2021 у Wayback Machine.] (1959);
- збірка «Сонцецвіт» [Архівовано 16 червня 2021 у Wayback Machine.] (1965);
- збірка «Вино життя. Вибране для вибраних з поезій за 1965—1969 роки» [Архівовано 16 червня 2021 у Wayback Machine.] (1970);
- збірка «Завершення літа» [Архівовано 16 червня 2021 у Wayback Machine.] (1975)
- поема «Мазепа» [Архівовано 16 червня 2021 у Wayback Machine.] (1960);
- поема «Канада» [Архівовано 16 червня 2021 у Wayback Machine.] (1961);
- поема «Симфонія віків» [Архівовано 16 червня 2021 у Wayback Machine.] (1961);
- поема «Україна. Повість временних і невременних літ» [Архівовано 7 березня 2021 у Wayback Machine.] (1963);
- поема «Мандрівник» [Архівовано 29 листопада 2020 у Wayback Machine.] (1965);
- поема «Вік Петлюри» [Архівовано 16 червня 2021 у Wayback Machine.] (1966)